# Conopeum oretiensis
Conopeum oretiensis is een mosdiertjessoort uit de familie van de Electridae. De wetenschappelijke naam van de soort is voor het eerst geldig gepubliceerd in 1951 door Uttley.